# المجلس الطبي الأردني
تأسس المجلس الطبي الأردني بموجب القانون المؤقت رقم (12) لسنةِ 1982 والذي أصبح قانوناً دائماً بعد إجراء بعض التعديلات عليه بموجب قانون المجلس الطبي الأردني رقم (17) لسنة 2005.
والمجلس الطبي مؤسسة تُعنى بتدريب وتأهيل الأطباء الاختصاصيين والعامين من خلال التخطيط والتنفيذ والإشراف على البرامج العلمية والخطط والمناهج الأكاديمية لمختلف التخصصات الطبية المعتمدة بالمجلس الطبي والتي تؤدي إلى الحصول على شهادة الاختصاص العُليا (البورد الأردني) في مختلف التخصصات. وحيثُ أنّ شهادة الاختصاص (البورد) الصادرة عن المجلس الطبي الأردني تعتبر أعلى شهادة مهنية في المملكة (المادة 16- أ من القانون) فإن هذه المؤسسة الوطنية تعتبر مؤسسة علمية أكاديمية بامتياز ولا يجوز تصنيفها إلا مع مؤسسات التعليم العالي في المملكة الأردنية الهاشمية.

## أهداف المجلس
يهدف المجلس إلى تحسين الخدمات الطبية في المملكة عن طريق رفع المستوى العلمي والعملي للأطباء العاملين في مختلف الفروع الطبية وبالتعاون مع المؤسسات التعليمية المعنية بجميع الوسائل المناسبة بما في ذلك ما يلي:
1.وضع مواصفات التدريب المعترف به أثناء اعداد الطبيب العام أو الاختصاصي في فروع الطب وطب الأسنان المختلفة داخل المملكة وخارجها ومراجعتها دوريا لتطوير التدريب في مواكبة التقدم الطبي ومراقبة الاحتفاظ بمستوى التدريب المقرر.
2.التدريب المستمر وضمان المستوى العلمي والفني للأطباء الاختصاصيين والعامين بكل الطرق التي يراها المجلس مناسبة.
3.التنسيق والتعاون مع المجلس العربي للاختصاصات الطبية

### رؤية
إدارة متميزة تساهم في تعزيز وتطوير خدمات صحية نوعية من خلال رفد مؤسساتنا الصحية بالأطباء المؤهلين تأهيلاً علمياً متوافقاً والمعايير العالمية.

### رسالة
الارتقاء بالمستوى العام لخدمات الرعاية الصحية المتكاملة في المملكة وبما يواكب التطورات العلمية المتسارعة في مختلف التخصصات الطبية.

## مهام المجلس
يمارس المجلس في سبيل تحقيق أهدافه المهام التالية :-
- توصيف التدريب المطلوب لجميع الاختصاصات الطبية من جميع نواحيه واعتماد أسس تقويم هذا التدريب.
- وضع معايير الاعتراف بأهلية المستشفيات والمراكز للتدريب.
- تشكيل لجنة الدراسات العليا واللجان العلمية المتخصصة المنصوص عليها في هذا القانون وله حق تغييرها أو تغيير أي من اعضائها في أي وقت.
- تنظيم ندوات دراسية ودورات للأطباء الذين يعدون انفسهم للاختصاص بالتعاون مع المؤسسات والهيئات الطبية المختلفة.
- توفير الفرص للأطباء الاختصاصيين والعامين لمتابعة التعليم بصورة مستمرة لتطوير معلوماتهم وخبراتهم وتحديثها.
- إصدار شهادات الاختصاص للأطباء الذين تتوفر فيهم الشروط المقررة ويجتازون الامتحانات التي تعقدها اللجان المختصة.
- الاشراف على برامج التدريب الدوري «فترة الامتياز» واجراء الفحص الإجمالي للأطباء.
- إصدار النشرات والمطبوعات التي تخدم أهداف المجلس ومهامه.
- إعداد مشاريع الأنظمة الخاصة بالمجلس وإصدار التعليمات والإشراف على تنفيذها.
- التنسيب لمجلس الوزراء بتعيين الأمين العام للمجلس.
- إقرار الموازنة السنوية للمجلس.
- مناقشة التقرير السنوي و اقراره

## رؤساء المجلس

### الرؤساء السابقون
- كامل العجلوني.

### الرئيس الحالي
- الدكتور محمود الشياب

الأمين العام: الأستاذ الدكتور نضال يونس.

## روابط خارجية
- الموقع الرسمي